# Armageddon 1999
Armageddon 1999 è stata la prima edizione dell'omonimo pay-per-view prodotto dalla World Wrestling Federation. L'evento si è svolto il 12 dicembre 1999 al National Car Rental Center nella città di Sunrise, Florida.

## Background
Dal maggio del 1995 al febbraio del 1999 la World Wrestling Federation aveva prodotto una serie di eventi in pay-per-view dal titolo In Your House, a prezzi ridotti e in aggiunta a quelli che erano i suoi cinque eventi principali (WrestleMania, King of the Ring, SummerSlam, Survivor Series e Royal Rumble). Nel febbraio 1999 St. Valentine's Day Massacre: In Your House fu l'ultimo evento WWF ad essere promosso come In Your House, dal momento che la federazione iniziò ad utilizzare nomi fissi per i suoi eventi mensili: fu annunciato che Armageddon sarebbe stato il pay-per-view di dicembre. La prima edizione fu quindi organizzata il 12 dicembre 1999 a Sunrise, Florida.

## Storyline
La rivalità principale era quella tra Triple H e il suocero, nonché proprietario della WWF, Vince McMahon. A Survivor Series Triple H avrebbe dovuto difendere il WWF Championship contro The Rock e Steve Austin in un 3-way match. Durante l'evento, tuttavia, entrambi i contendenti al titolo furono aggrediti dal campione nel backstage. The Rock fu salvato dall'intervento del personale della WWF, mentre Austin inizialmente riuscì a sfuggire all'assalto, ma una volta nel parcheggio fu investito da un'auto e fu portato via in ambulanza, dovendo dare forfait per l'incontro. McMahon accusò Triple H e la D-Generation X dell'attacco, ma questi negarono ogni loro coinvolgimento. Successivamente nel corso della serata Big Show fu aggiunto all'incontro in sostituzione di Austin, vincendo il titolo anche grazie ad un'interferenza dello stesso Vince. Nell'episodio del 15 novembre di Raw is War McMahon accusò nuovamente Triple H e la D-X, ma Triple H negò nuovamente, accusando a sua volta Vince. Nella puntata del 18 novembre di SmackDown! la D-X attaccò Pat Patterson e Gerald Brisco, collaboratori di McMahon, al quale recapitarono mediante Sgt. Slaughter un invito nel loro spogliatoio. Vince accettò l'invito ed incontrò Triple H, che lo minacciò intimandolo di non rendere la questione una cosa personale. Successivamente nel corso della serata Triple H salì sul ring incolpando Vince McMahon per la sua sconfitta di Survivor Series, sfidandolo ad Armageddon. Nell'episodio del 22 novembre di Raw is War McMahon colpì con la sua auto la limousine della D-X: i membri della stable rimasero illesi, ma il mezzo andò distrutto. Nel corso della serata degli ufficiali di polizia arrestarono Vince per aver aggredito la D-X, e Triple H ne approfittò per assalire il suocero quando questi era ammanettato; un discorso sul ring di Triple H fu interrotto da Shane McMahon, che accettò la sfida di Armageddon. Nell'episodio del 29 novembre di Raw is War andò in scena il matrimonio (in storyline) tra Stephanie McMahon e Test, interrotto da Triple H che mostrò un video in cui aveva sposato una Stephanie ubriaca. Nell'episodio del 2 dicembre di SmackDown! lo stesso Triple H annunciò che l'incontro di Armageddon sarebbe stato un No Holds Barred match, mentre nell'episodio di Raw is War del 6 dicembre fu aggiunta un'ulteriore stipulazione: se Triple H avesse vinto avrebbe avuto un incontro per il WWF Championship, mentre se avesse perso il suo matrimonio con Stephanie sarebbe stato annullato.
A Survivor Series Big Show vinse un one-on-four handicap match contro il team di Big Boss Man, Prince Albert, Viscera e Mideon prima di essere aggiunto all'incontro titolato del main event, vincendo il WWF Championship. Nell'episodio del 15 novembre di Raw is War Big Boss Man sconfisse The Rock in un hardcore match diventando lo sfidante di Big Show per il titolo ad Armageddon.
Nell'episodio del 22 novembre di Raw is War The Rock avrebbe dovuto affrontare Big Boss Man e Prince Albert in un incontro di coppia, con un partner a sua scelta. La sua scelta ricadde simbolicamente sul pubblico in arena, rendendo di fatto l'incontro un handicap match; durante la contesa tuttavia arrivò in suo soccorso Mankind, ricreando il tag team della Rock 'n' Sock Connection e sconfiggendo Big Boss Man e Albert. Nell'episodio del 25 novembre di SmackDown! i due sconfissero anche Hardcore Holly e Crash Holly, divenendo i nuovi sfidanti per il WWF Tag Team Championship detenuto dai New Age Outlaws (Billy Gunn e Road Dogg) ad Armageddon.
A Survivor Series Chyna aveva mantenuto il WWF Intercontinental Championship sconfiggendo Chris Jericho. Nell'episodio del 15 novembre di Raw is War Chyna e la sua manager Miss Kitty costarono la sconfitta a Jericho contro Gangrel, distraendolo. Lo stesso si ripeté nell'episodio del 25 novembre di SmackDown! quando Jericho perse un incontro valido per il WWF Championship contro Big Show per causa di Chyna e Kitty. Nell'episodio del 29 novembre di Raw is War Jericho sfidò nuovamente Chyna per il titolo ad Armageddon.
Nell'episodio del 20 novembre di Jakked il debuttante Rikishi sconfisse Crash Holly, iniziando una rivalità con gli Holly. Nell'episodio del 12 dicembre di Sunday Night Heat Viscera intervenne per aiutare Rikishi contro gli Holly, portando all'annuncio di un tag team match per Armageddon.
A Survivor Series Kane sconfisse X-Pac per squalifica a causa di un'intromissione da parte degli altri membri della D-X, alleati di X-Pac. Nell'episodio di Raw is War del 29 novembre X-Pac interferì in un tag team match che vedeva il team di Kane e Big Show contrapposto a Big Boss Man e Viscera, attaccando il suo rivale con una sedia. La stessa sera X-Pac fece team con i New Age Outlaws per affrontare la Rock 'n Sock Connection e un partner misterioso in un 6-man tag team match. Il partner misterioso si rivelò essere Kane, ma l'incontro terminò per squalifica quando Al Snow attaccò la D-X. Nell'episodio del 2 dicembre di SmackDown! Kane perse contro Viscera, ancora una volta a causa dell'interferenza di X-Pac, che portò all'annuncio di uno Steel Cage match tra i due ad Armageddon.
A Survivor Series Val Venis, in team con Steve Blackman, Gangrel e Mark Henry, sconfisse British Bulldog, Pete Gas, Joey Abs, e Rodney in un Survivor Series elimination match. Nell'episodio del 25 novembre di SmackDown! British Bulldog mantenne il WWF European Championship perdendo per squalifica contro Venis. Bulldog intervenne nell'episodio del 29 novembre di Raw is War, costando la vittoria a Venis contro Kurt Angle. A sua volta Venis intervenne nell'episodio di SmackDown! del 2 dicembre, in un incontro tra Venis e D'Lo Brown, venendo attaccato da entrambi e scatenando una rissa tra tutti e tre. Nell'episodio del 6 dicembre di Raw is War sarebbe dovuto andare in scena un incontro tra Venis e Brown per decretare lo sfidante al titolo europeo, ma l'intervento di Bulldog sancì un no contest ed entrambi furono dichiarati sfidanti al titolo, sancendo un 3-way match per Armageddon.
A Survivori Series il team di The Fabulous Moolah, Mae Young, Debra Marshall e Tori sconfisse Ivory, Luna Vachon, Jacqueline Moore e Terri Runnels in un 8-woman tag team match. Nell'episodio di SmackDown! del 18 novembre Ivory mantenne il WWF Women's Championship sconfiggendo Jacqueline e Luna in un 3-way hardcore match. Nell'episodio successivo di SmackDown!, del 25 novembre, Jacqueline sconfisse Ivory in un Graby Bowl match con Miss Kitty come arbitro speciale e non valido per il titolo, vincendo il Golden Ladle Trophy. Ivory, arrabbiata, attaccò Kitty e il personale sanitario accorso a soccorrerla. Nell'episodio del 29 novembre di Raw is War Michael Cole annunciò che il medico assalito da Ivory era Barbara Bush (B.B.), che sfidò Ivory in un Evening Gown match per il titolo ad Armageddon. Nella puntata del 6 dicembre di Raw is War fu comunicato che l'incontro era diventato un Four corners Evening Gown Pool match con l'aggiunta di Jacqueline e Miss Kitty.

## Risultati
| #    | Risultati | Stipulazioni | Durata |
| ---- | --- | --- | ------ |
| Heat | Al Snow ha sconfitto Test                                                                                                  | Single match | 05:51  |
| 1    | The Acolytes (Bradshaw e Faarooq) vincono eliminando per ultimi The Hardy Boyz (Matt e Jeff Hardy)                         | 8-team battle royal per determinare gli sfidanti al WWF Tag Team Championship a Royal Rumble 2000                              | 10:56  |
| 2    | Kurt Angle ha sconfitto Steve Blackman                                                                                     | Single match | 06:56  |
| 3    | Miss Kitty ha sconfitto Ivory (c), Jacqueline e B.B.                                                                       | Four corners Evening Gown pool match per il WWF Women's Championship con The Fabulous Moolah e Mae Young come arbitri speciali | 02:57  |
| 4    | The Holly Cousins (Hardcore Holly e Crash Holly) hanno sconfitto Rikishi e Viscera                                         | Tag team match | 04:18  |
| 5    | Val Venis ha sconfitto The British Bulldog (c) e D'Lo Brown                                                                | Triple threat match per il WWF European Championship                                                                           | 08:19  |
| 6    | Kane ha sconfitto X-Pac | Steel cage match | 08:11  |
| 7    | Chris Jericho ha sconfitto Chyna (c) (con Miss Kitty)                                                                      | Single match per il WWF Intercontinental Championship                                                                          | 10:22  |
| 8    | Rock 'n' Sock Connection (The Rock e Mankind) ha sconfitto The New Age Outlaws (Road Dogg e Billy Gunn) (c) per squalifica | Tag team match per il WWF Tag Team Championship                                                                                | 16:23  |
| 9    | Big Show (c) ha sconfitto Big Boss Man (con Prince Albert)                                                                 | Single match per il WWF Championship                                                                                           | 03:16  |
| 10   | Triple H ha sconfitto Mr. McMahon                                                                                          | No Holds Barred match | 29:59  |